# Veine mésentérique inférieure
Pour les articles homonymes, voir Veine mésentérique.
La veine mésentérique inférieure (VMI) ou petite veine mésentérique ou petite veine mésaraïque est une veine drainant le sang du côlon à partir du milieu du colon transverse et jusqu'à une grande partie du rectum. Elle se termine dans la veine splénique qui forme la veine porte avec la veine mésentérique supérieure (VMS).

## Origine
Elle nait de la fusion des deux veines hémorroïdaires en arrière du rectum.

## Veines afférentes
Elle draine le gros intestin gauche via : 
- la veine colique gauche,
- les veines sigmoïdes,
- la veine rectale supérieure[2].

## Trajet
Elle remonte dans le mésocolon dans la partie gauche de l'abdomen formant une vaste courbe à concavité droite. La VMI chemine à droite de l'artère mésentérique inférieure qui provient de l'aorte.

## Terminaison
Elle s'achève à la face postérieure du pancréas en fusionnant avec la veine splénique pour former le tronc spléno-mésaraïque ou tronc spléno-mésentérique qui lui-même fusionnera avec la veine mésentérique supérieure pour former la veine porte.

## Variations anatomiques
- terminaison dans la confluence veine splénique - VMS
- terminaison dans la VMS